# X округ (Будимпешта)
X округ (мађ. X. kerület) или Кебања (мађ. Kőbánya) је један од 23 округа Будимпеште.